# Alaa al-Aswany
Alaa al-Aswany (arabiska: علاء الأسوانى), född 1957, är en egyptisk författare.
Alaa al-Aswany är ursprungligen tandläkare till yrket. Hans största framgång som författare är romanen Yacoubians hus från 2003. Den är en satirisk skildring av Egypten, sett genom invånarna i ett hus på Suleiman Basha-gatan. Huset finns i verkligheten, även om det inte har mycket gemensamt med huset i boken.
På svenska finns, förutom Yacoubians hus (översatt av Tetz Rooke, Bonnier, 2008), också romanen Chicago (översatt av Marie Anell, Bonnier, 2009) samt två noveller i antologin Egypten berättar: den rättvisande spegeln (Tranan, 2008).